# 大橋大區
5°19′N 4°23′W / 5.317°N 4.383°W
大橋大區（Grands-Ponts），是科特迪瓦的31個大區之一，位於該國南部，由潟湖區負責管轄，首府設於達布，始建於2011年，面積5,500平方公里，2014年人口356,495，人口密度每平方公里65人。